# Хитрово, Анна Петровна
Анна Петровна Хитрово — верховная боярыня Русского царства, мама-воспитательница царя Фёдора Алексеевича.

## Биография
Была замужем за стряпчим Степаном Тарасовичем Хитрово; овдовела до 1661 года. 
С 1630 года Хитрово была казначеей царевны Ирины Михайловны, но в 1646 году, по смерти царицы Евдокии Лукьяновны, была уволена от придворной должности. 
Родственник её мужа, боярин и дворецкий Богдан Матвеевич Хитрово, был в большой милости у царя Алексея Михайловича; вероятно, благодаря этому обстоятельству Анна Петровна Хитрово вскоре вновь заняла видное положение при царском дворе. 
В 1658 году она была пожалована в дворовые боярыни, а в 1661 году назначена «мамой», то есть воспитательницей новорожденного царевича Фёдора Алексеевича. Когда последний по смерти старшего брата, Алексея Алексеевича, стал старшим в семействе, то и Хитрово заняла при дворе первенствующее положение. Будучи мамой, она исполняла и другие придворные обязанности, так, она была кравчей царицы Натальи Кирилловны за родинным столом царевича Петра Aлексеевича (1672) и за родинным и крестинным столами царевны Феодоры Алексеевны. 
По вступлении на престол Фёдора Алексеевича и его женитьбе, А. П. Хитрово была сделана кравчей царицы Агафии Семёновны, а по смерти её и вступлении царя во второй брак, исполняла те же обязанности и при дворе царицы Марфы Матвеевны. 
Анна Петровна Хитрово имела большое влияние на своего воспитанника, царя Феодора Алексеевича. Приверженцы Нарышкиных и боярина Матвеева считали ее главной виновницей ссылки А. С. Матвеева и размолвки между царицей Натальей Кирилловной и царем Фёдором Алексеевичем. Хитрово отличалась большим благочестием, но, по словам одного современника, принадлежавшего, впрочем к враждебной ей партии, была «под фарисейским видом постница, пустой лицемерной бабьей святыни полная устами, а не делом». 
После смерти Фёдора Алексеевича имя Анны Петровны встречается в чиновных списках до 1698 года, но уже не на первом месте. 
В 1687 году она воздвигла в городе Калуге каменный Троицкий собор.
Умерла по всей вероятности в глубокой старости.